# Turnpike Bluff
Das Turnpike Bluff (englisch für Mautstraßenklippe) ist ein markantes Felsenkliff im ostantarktischen Coatsland. Es ragt mit bis zu 1150 m Höhe etwa 8 km südwestlich des Mount Homard am südwestlichen Ende der Otter Highlands am Westrand der Shackleton Range auf.
Erstmals kartiert wurde es 1957 von Teilnehmern der Commonwealth Trans-Antarctic Expedition (1955–1958) unter der Leitung des britischen Polarforschers Vivian Fuchs. Namensgebend waren die zahlreichen Gletscherspalten des Recovery-Gletschers, die an dieser Stelle das Fortkommen der Expeditionsfahrzeuge auf dem Weg zum geographischen Südpol massiv behinderten.